# Mindanaoboeboekuil
De mindanaoboeboekuil (Ninox spilocephala) is een van de Filipijnse valkuil (N. philippensis) afgesplitste endemische  soort Ninox uit de uilenfamilie. De soort werd ook al in 1879 door Arthur Hay als aparte soort beschreven, maar later als ondersoort beschouwd.

## Verspreiding en leefgebied
Deze soort komt alleen voor op het eilanden Basilan, Dinagat, Mindanao en Siargao (Filipijnen).